# Trioza nigra
Trioza nigra är en insektsart som beskrevs av Shinji Kuwayama 1910. Trioza nigra ingår i släktet Trioza och familjen spetsbladloppor. Inga underarter finns listade i Catalogue of Life.